# Марнхајм
Марнхајм (њем. Marnheim) општина је у њемачкој савезној држави Рајна-Палатинат. Једно је од 81 општинског средишта округа Донерсберг. Према процјени из 2010. у општини је живјело 1.681 становника. Посједује регионалну шифру (AGS) 7333045.

## Географски и демографски подаци
Марнхајм се налази у савезној држави Рајна-Палатинат у округу Донерсберг. Општина се налази на надморској висини од 207 метара. Површина општине износи 9,9 km². У самом мјесту је, према процјени из 2010. године, живјело 1.681 становника. Просјечна густина становништва износи 169 становника/km².